# Casa George W. Marston
La Casa George W. Marston o Casa de George y Anna Marston es una casa histórica ubicada en San Diego, California. La Casa George W. Marston se encuentra inscrita en el Registro Nacional de Lugares Históricos desde el 16 de diciembre de 1974. 

## Ubicación
La Casa George W. Marston se encuentra dentro del condado de San Diego en las coordenadas 32°44′29″N 117°09′26″O / 32.741389, -117.157222. Está localizada en el Parque Balboa.

## Historia
La casa fue diseñada y construida por los renombrados arquitectos William Sterling Hebbard and Irving Gill. El jardín ocupa unos 5 acres con especies exóticas y nativas que fueron provistas por los viveros de la amiga de los propietarios, la notable horticultora Kate Sessions.
La casa fue convertida en museo en 1987 después de que la familia Marston la entregara a la Ciudad de San Diego. Está mantenida en la actualidad por la organización Save Our Heritage Organisation (SOHO), destinada a usos de museo.